# 2. deild Wysp Owczych (1989)
W roku 1989 odbyła się 46. edycja 2. deild Wysp Owczych – drugiej ligi piłki nożnej Wysp Owczych. W rozgrywkach brało udział 10 klubów z całego archipelagu. Kluby z pierwszego i drugiego miejsca awansowały do 1. deild. W sezonie 1989 były to: MB Miðvágur oraz TB Tvøroyri. Dwa kluby z ostatnich miejsc spadały do 3. deild, a w roku 1989 były to: B68 II Toftir oraz HB II Tórshavn.

## Uczestnicy
| Uczestnicy 2. deild Wysp Owczych 1988                                                                         | Uczestnicy 2. deild Wysp Owczych 1988 | Uczestnicy 2. deild Wysp Owczych 1988 | Uczestnicy 2. deild Wysp Owczych 1988 |
| --- | ------------------------------------- | ------------------------------------- | ------------------------------------- |
| MB | MB Miðvágur                           | 3                                     |                                       |
| SÍS | SÍ Sumba                              | 4                                     |                                       |
| SÍ | SÍ Sørvágur                           | 5                                     |                                       |
| SKÁ | Skála ÍF                              | 6                                     |                                       |
| HBII | HB II Tórshavn                        | 7                                     |                                       |
| B68 II | B68 II Toftir                         | 8                                     |                                       |
| Spadek z 1. deild Wysp Owczych 1988                                                                           |                                       |                                       |                                       |
| TB | TB Tvøroyri                           | 9                                     |                                       |
| NSÍ | NSÍ Runavík                           | 10                                    |                                       |
| Awans z 3. deild Wysp Owczych 1988                                                                            |                                       |                                       |                                       |
| GÍ II | GÍ II Gøta                            | 1                                     |                                       |
| B36II | B36 II Tórshavn                       | 2                                     |                                       |
| Oznaczenia: - kolumna pierwsza – skróty nazw drużyn, - kolumna trzecia – miejsce zajęte w poprzednim sezonie. |                                       |                                       |                                       |

## Tabela ligowa
| Lp. | Drużyna             | M  | Z  | R | P  | Bramki | Bramki | Różn. | Pkt | Uwagi              |
| --- | ------------------- | -- | -- | - | -- | ------ | ------ | ----- | --- | ------------------ |
| 1   | MB Miðvágur (M) (A) | 18 | 13 | 3 | 2  | 46     | 15     | +31   | 29  | Awans do 1. deild  |
| 2   | TB Tvøroyri (A)     | 18 | 11 | 6 | 1  | 45     | 9      | +36   | 28  | Awans do 1. deild  |
| 3   | NSÍ Runavík         | 18 | 11 | 2 | 5  | 45     | 17     | +28   | 24  |                    |
| 4   | SÍ Sørvágur         | 18 | 10 | 4 | 4  | 31     | 25     | +6    | 24  |                    |
| 5   | GÍ II Gøta          | 18 | 6  | 6 | 6  | 25     | 38     | −13   | 18  |                    |
| 6   | SÍ Sumba            | 18 | 5  | 5 | 8  | 32     | 36     | −4    | 15  |                    |
| 7   | Skála ÍF            | 18 | 5  | 5 | 8  | 21     | 33     | −12   | 15  |                    |
| 8   | B36 II Tórshavn     | 18 | 5  | 2 | 11 | 25     | 47     | −22   | 12  |                    |
| 9   | B68 II Toftir (S)   | 18 | 2  | 5 | 11 | 19     | 33     | −14   | 9   | Spadek do 3. deild |
| 10  | HB II Tórshavn (S)  | 18 | 1  | 4 | 13 | 16     | 52     | −36   | 6   | Spadek do 3. deild |